# Col Saint-Martin
Il Col Saint Martin (1500 m s.l.m.) è un passo nelle Alpi nel dipartimento delle Alpi Marittime in Francia.
Il colle è percorso dalla Route des Grandes Alpes.